# Mihalj
Mihalj je moško osebno ime.

## Izvor imena
Ime Mihalj je različica moškega osebnega imena Mihael.

## Pogostost imena
Po podatkih Statističnega urada Republike Slovenije je bilo na dan 31. decembra 2007 v Sloveniji število moških oseb z imenom Mihalj: 45.

## Osebni praznik
Osebe z imenom Mihalj godujejo takrat kot osebe z imenom  Mihael.